# جاسم النقبي
جاسم محمد النقبي (مواليد 2 أبريل 1993)، لاعب كرة قدم إماراتي يجيد اللعب كلاعب جناح يلعب حالياً في نادي مصفوت.

## مسيرته الإحترافية
مثل سابقاً نادي خورفكان ونادي العروبة ونادي البطائح ونادي دبا الفجيرة ونادي دبا الحصن ونادي مصفوت.